# Attainville
Attainville és un municipi francès, situat al departament de Val-d'Oise i a la regió de Illa de França. L'any 2007 tenia 1.819 habitants.
Forma part del cantó de Fosses, del districte de Sarcelles i de la Comunitat d'aglomeració Plaine Vallée.

## Demografia

### Població
El 2007 la població de fet d'Attainville era de 1.819 persones. Hi havia 544 famílies, de les quals 76 eren unipersonals (32 homes vivint sols i 44 dones vivint soles), 108 parelles sense fills, 308 parelles amb fills i 52 famílies monoparentals amb fills.
La població ha evolucionat segons el següent gràfic:
Habitants censats

### Habitatges
El 2007 hi havia 565 habitatges, 553 eren l'habitatge principal de la família, 1 era una segona residència i 11 estaven desocupats. 504 eren cases i 58 eren apartaments. Dels 553 habitatges principals, 471 estaven ocupats pels seus propietaris, 70 estaven llogats i ocupats pels llogaters i 12 estaven cedits a títol gratuït; 11 tenien una cambra, 34 en tenien dues, 62 en tenien tres, 105 en tenien quatre i 341 en tenien cinc o més. 470 habitatges disposaven pel capbaix d'una plaça de pàrquing. A 186 habitatges hi havia un automòbil i a 331 n'hi havia dos o més.

### Piràmide de població
La piràmide de població per edats i sexe el 2009 era:
| Homes | Edats   | Dones |
| ----- | ------- | ----- |
| 0     | 95 o +  | 0     |
| 0     | 90 a 94 | 4     |
| 4     | 85 a 89 | 4     |
| 0     | 80 a 84 | 12    |
| 4     | 75 a 79 | 8     |
| 20    | 70 a 74 | 24    |
| 28    | 65 a 69 | 28    |
| 12    | 60 a 64 | 12    |
| 16    | 55 a 59 | 8     |
| 44    | 50 a 54 | 40    |
| 124   | 45 a 49 | 96    |
| 92    | 40 a 44 | 76    |
| 64    | 35 a 39 | 84    |
| 60    | 30 a 34 | 48    |
| 72    | 25 a 29 | 72    |
| 84    | 20 a 24 | 56    |
| 92    | 15 a 19 | 104   |
| 68    | 10 a 14 | 60    |
| 64    | 5 a 9   | 24    |
| 60    | 0 a 4   | 60    |

## Economia
El 2007 la població en edat de treballar era de 1.322 persones, 1.012 eren actives i 310 eren inactives. De les 1.012 persones actives 952 estaven ocupades (520 homes i 432 dones) i 60 estaven aturades (34 homes i 26 dones). De les 310 persones inactives 71 estaven jubilades, 142 estaven estudiant i 97 estaven classificades com a «altres inactius».

### Ingressos
El 2009 a Attainville hi havia 564 unitats fiscals que integraven 1.712 persones, la mediana anual d'ingressos fiscals per persona era de 24.408 €.

### Activitats econòmiques
Dels 52 establiments que hi havia el 2007, 1 era d'una empresa extractiva, 2 d'empreses de fabricació d'altres productes industrials, 5 d'empreses de construcció, 15 d'empreses de comerç i reparació d'automòbils, 5 d'empreses de transport, 1 d'una empresa d'hostatgeria i restauració, 2 d'empreses d'informació i comunicació, 1 d'una empresa financera, 3 d'empreses immobiliàries, 5 d'empreses de serveis, 6 d'entitats de l'administració pública i 6 d'empreses classificades com a «altres activitats de serveis».
Dels 9 establiments de servei als particulars que hi havia el 2009, 2 eren tallers de reparació d'automòbils i de material agrícola, 1 guixaire pintor, 1 fusteria, 1 perruqueria, 1 restaurant, 2 agències immobiliàries i 1 saló de bellesa.
L'únic establiment comercial que hi havia el 2009 era una botiga de mobles.
L'any 2000 a Attainville hi havia 5 explotacions agrícoles que ocupaven un total de 615 hectàrees.

## Equipaments sanitaris i escolars
El 2009 hi havia una escola elemental.

## Poblacions més properes
El següent diagrama mostra les poblacions més properes.